# Oriental metal
L'Oriental metal (da alcuni definito anche middle-eastern metal) nasce in Israele dove, metal band locali, iniziano a scrivere brani ispirati alla tradizione Ebraica ed alle tragedie Bibliche.
Le contaminazioni, però, non si fermano ai testi e alle tematiche trattate, ma permeano anche il sound generale di questi gruppi, che fondono le sonorità degli antichi strumenti folcloristici con lenti riff di chitarra death metal/doom metal, dando vita ad atmosfere dal sapore apocalittico.
Alcune band sono arrivate a trasporre gli antichi salmi e preghiere ebraiche in pezzi death metal.

## Le band
I gruppi più famosi sono i Salem e gli Orphaned Land, entrambi israeliani; si possono inserire in quest' ambito anche Ulytau, Melechesh, Arkan, Al-Namrood e Myrath.
I Melechesh sono anch'essi israeliani e suonano black metal (inizialmente crudo e grezzo, successivamente molto più tecnico e curato) con testi e artwork relativi alla civiltà sumera; più raramente inseriscono tracce strumentali di stampo medio-orientale (un buon esempio è rappresentato da The Scribes Of Ur contenuto nell'album Emissaries).
I Al-Namrood sono una formazione saudita, la cui musica è black metal tradizionale con l'eventuale aggiunta di melodie e strumenti della tradizione araba
I Myrath, tunisini, sono profondamente diversi dai precedenti perché la loro musica affonda le proprie radici nel power/progressive metal, mentre le formazioni sopracitate hanno per fondamenta approcci metal di orientamento più estremo.

### I Salem
I Salem sono stati tra le prime band metal a inserire testi della tradizione ebraica. In particolare, nel 1994 danno vita a quello che si potrebbe considerare il primo album di Oriental metal, ossia, Kaddish (letteralmente "santità"; è una preghiera ebraica in cui si chiede a Dio di venire sulla terra); l'album tratta dell'Olocausto e del massacro nazista ai danni degli ebrei. Uno dei brani di spicco dell'album è la "revisione in chiave metal" di Ha'ayara Bo'eret, brano in ebraico che fu composta dai sopravvissuti all'olocausto; la canzone fu adattata ad un lento sound Doom metal e cantata in ebraico.
Nel 2002 la band produsse l'album Collective Demise, incentrato sulle atrocità dei kamikaze palestinesi contro Israele. In questa produzione la band realizzò l'adattamento del salmo Al Tester.

### Gli Orphaned Land[5]
Gli Orphaned Land sono nati come formazione Doom metal/Death metal con sfumature folk (il cui risultato si ode nell'album di debutto Sahara, del 1994) e che successivamente consolidò e rafforzò le sonorità arabe medio-orientali dovute all'impiego di strumentazione folcloristica nei lavori successivi.
Il professor Mark LeVine, docente di storia all'Università della California ed autore del libro Heavy Metal Islam: Rock, Resistance, and the Struggle for the Soul of Islam, individua negli Orphaned Land i veri e propri fondatori dell'oriental metal dicendo: "in that they were one of the first bands anywhere in the region to mix oriental, Arabic sounds into metal."
Nel loro secondo lavoro El Norra Alila (1996), elaborarono una buona combinazione di metal, musica orientale e musica araba, inserendo, anche, la canzone della tradizione ebraica Piyyut. L'album era portatore di un messaggio di "coesistenza" fra ebrei e musulmani.
Il terzo album, Mabool (il nome ebreo del "diluvio") del 2004 racconta la storia di 3 fratelli (uno per ogni grande religione monoteistica) che cercano di salvare l'umanità dall'arrivo del diluvio, punizione per i loro peccati. In esso vengono in buona parte abbandonate le radici doom iniziali, arrivando a costruire un nuovo sound Progressive metal, arricchito da sporadici growl, voci femminili e sonorità orientaleggianti. Una miscela omogenea che si sviluppa attraverso strumenti tipici, cori e passi tratti dai versi biblici.
Il quarto album The Never Ending Way of ORwarriOR è molto somigliante al predecessore, in quanto rappresenta anch'esso un concept album.

## Strumenti orientali utilizzati

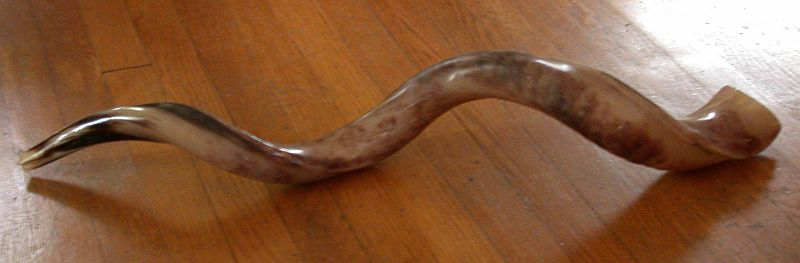
Shofar (aerofono)
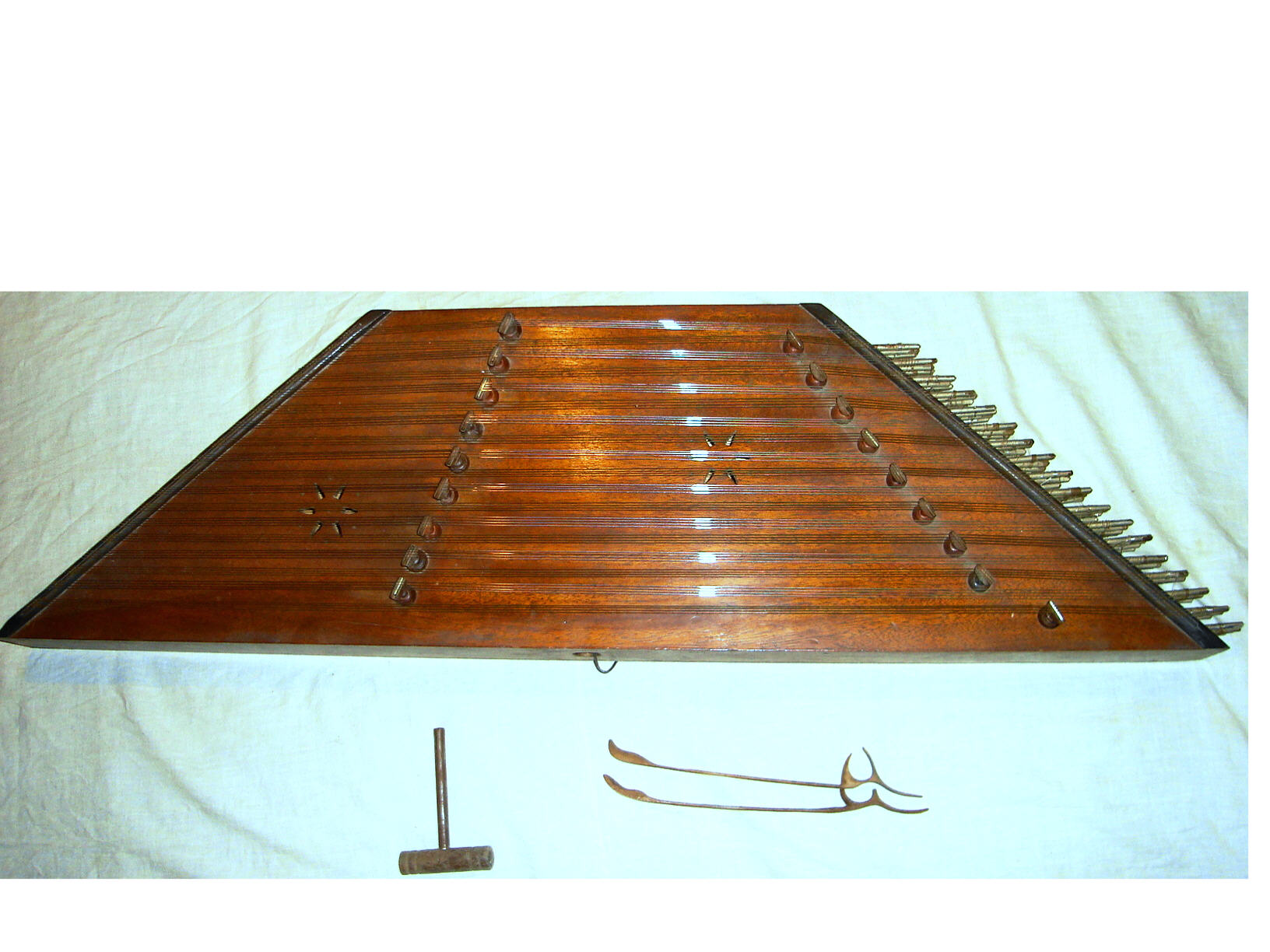
Santur (cordofono a percussione)
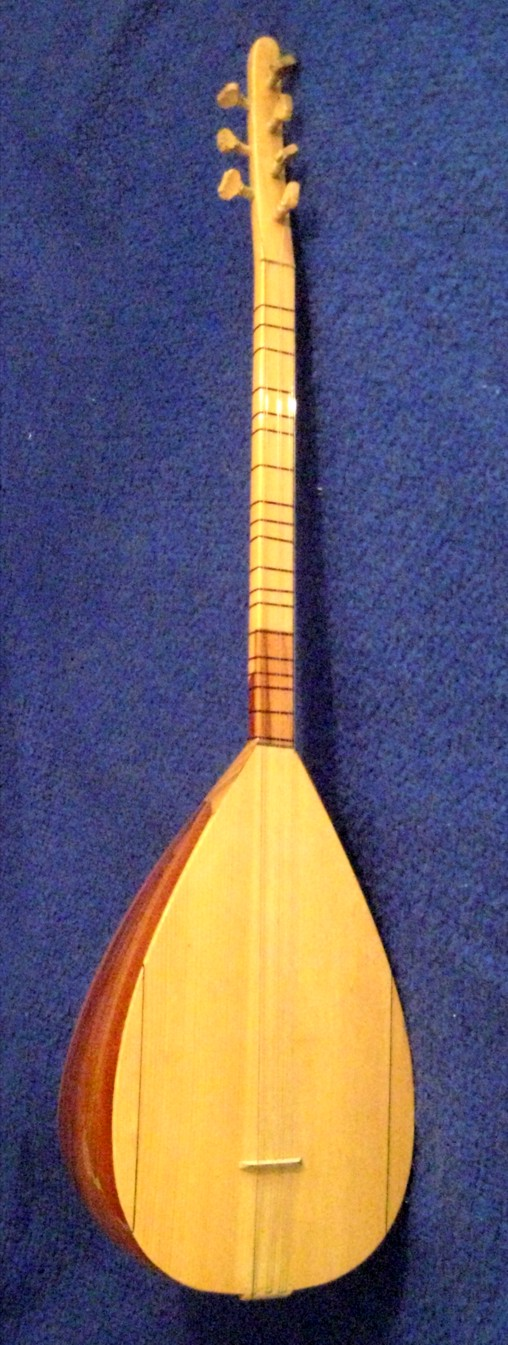
Saz (cordofono composto)
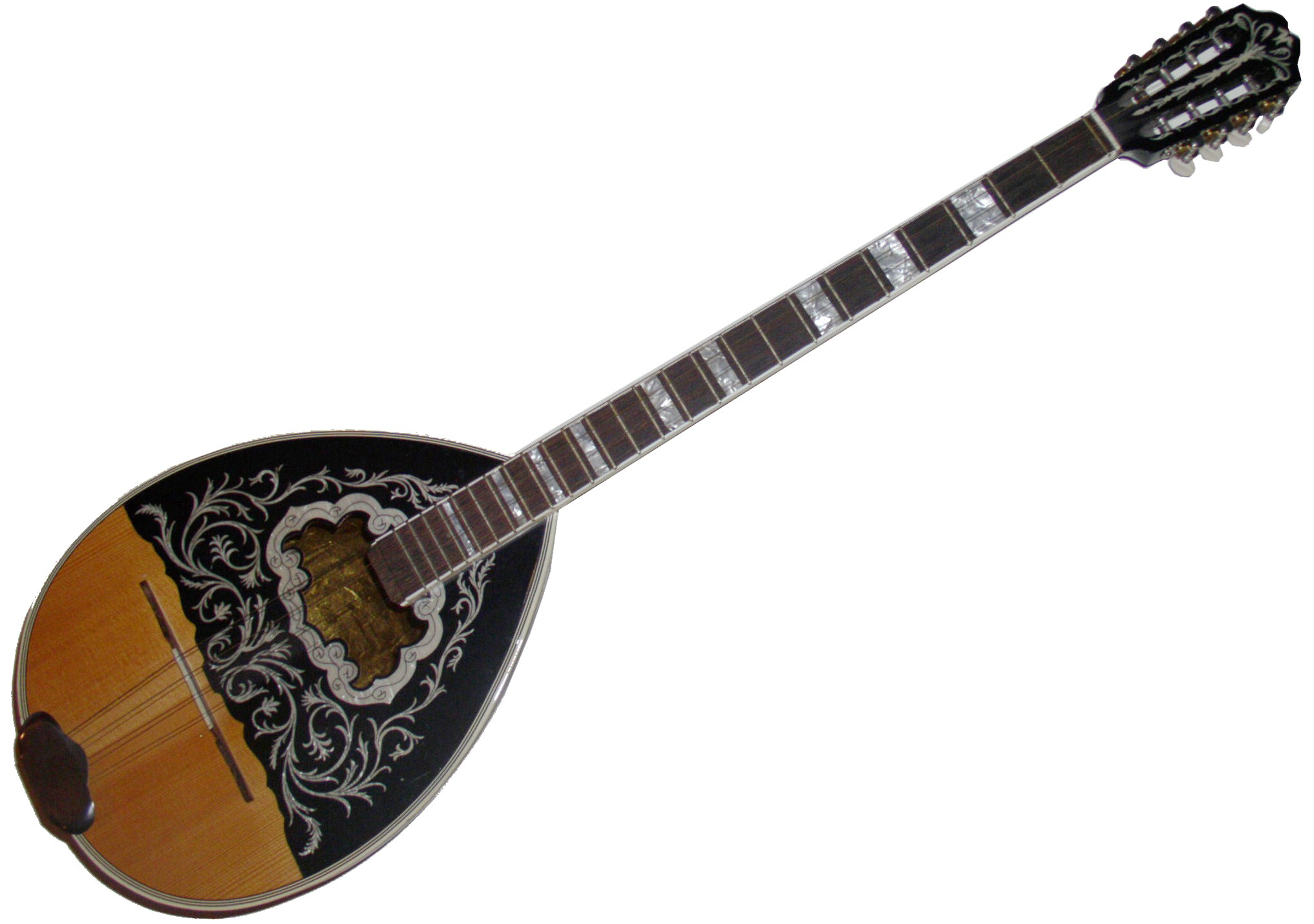
Bouzouki (cordofono composto)
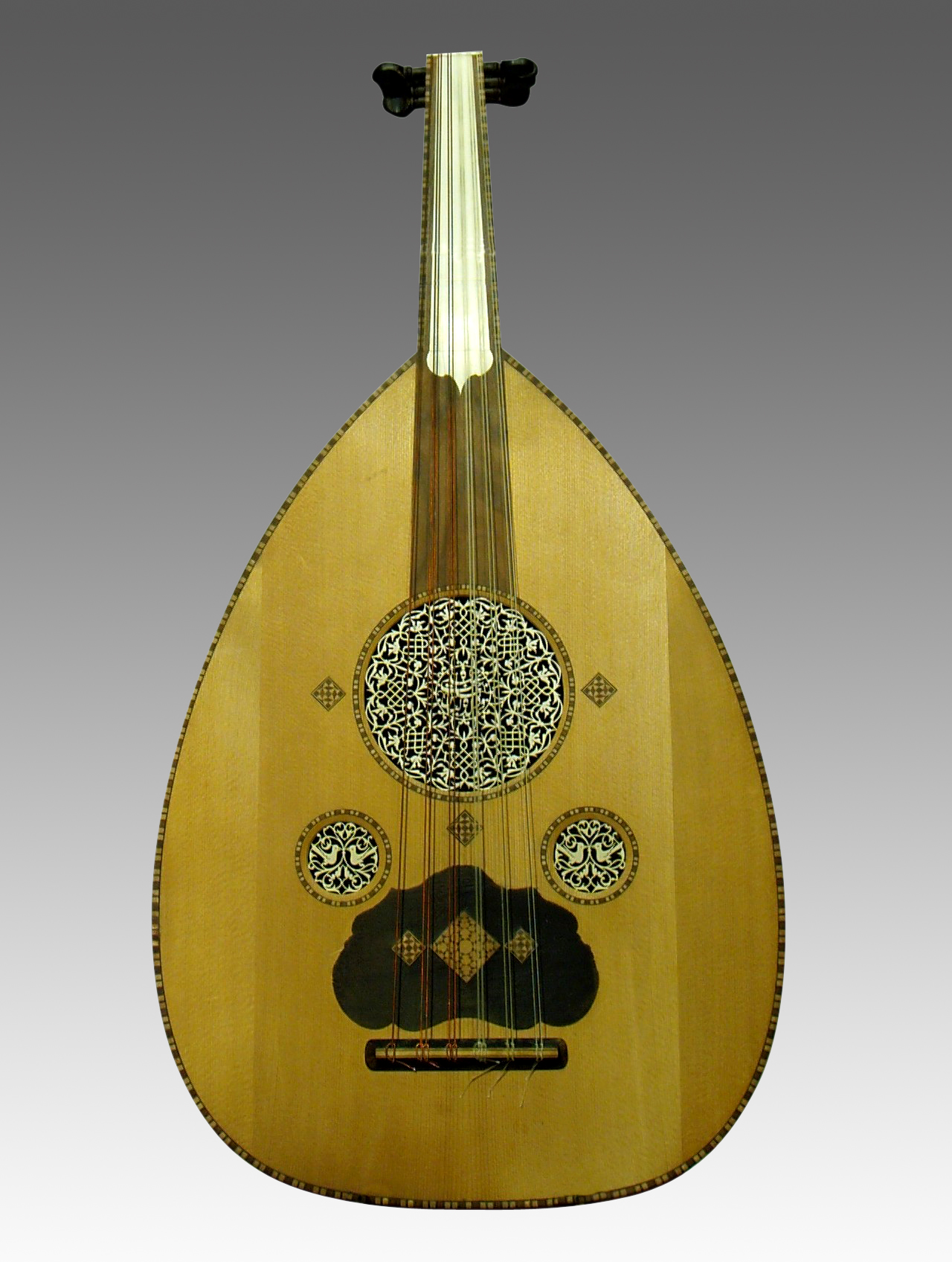
Oud (cordofono composto)